# Edimo Ferreira Campos
Edimo Ferreira Campos, genannt Edinho, (* 15. Januar 1983 in Niterói) ist ein ehemaliger brasilianischer Fußballspieler. Der Rechtsfuß wurde als Innenverteidiger oder defensiver Mittelfeldspieler eingesetzt.

## Karriere
Edinho startete seine Laufbahn beim Boavista SC in Saquarema. Bei dem unterklassigen Klub erhielt er seine fußballerische Grundausbildung und schaffte 2001 den Sprung in den Profikader. 2003 wechselte der Spieler dann zum SC Internacional. Mit diesem gewann er diverse Titel u. a. 2006 die Südamerikameisterschaft und die FIFA Klub-Weltmeisterschaft. Es folgte 2008 ein Wechsel nach Italien zum US Lecce. Hier konnte er sich aber nicht durchsetzen, so dass er 2010 zurück nach Brasilien ging. Nach nur einer Saison bei der SE Palmeiras, ging der 2011 zum Fluminense FC, mit welchem er 2012 die brasilianische Meisterschaft gewinnen konnte. Zur Saison 2014 ging Edinho dann zum Grêmio FBPA. Nachdem er 2016 noch in die Meisterschaftsrunde mit Grêmio gestartet war, wurde am 6. Juni 2016 bekannt, dass mit dem Coritiba FC ein Spielertausch vereinbart wurde.
Edinho ging zu Coritiba und Guilherme Negueba kam von dort zu Grêmio. Nachdem der Kontrakt mit Edinho im März 2018 ausgelaufen war, schloss sich dieser dem CS Alagoano an. Nach 13 Spielen in der Série B und einem Tor verließ Edimo im Juli 2018 Richtung Ceará SC. Dort erhielt einen Kontrakt bis Ende 2019. 2019 lief Edinho noch in Spielen um die Staatsmeisterschaft für Ceará auf. Nachdem er sich in der Meisterschaftsrunde nur noch als Reservespieler wiederfand, wechselte er im August 2019 in die Série B zum Vila Nova FC.

## Trivia
Edinho ist ein Cousin des Fußballspielers Nilton Ferreira Júnior.

## Erfolge
Internacional
- Staatsmeisterschaft von Rio Grande do Sul: 2004, 2005, 2008
- Copa Dubai: 2008
- Copa Libertadores: 2006
- FIFA-Klub-Weltmeisterschaft: 2006
- Recopa Sudamericana: 2007
- Copa Sudamericana: 2008

Fluminense
- Staatsmeisterschaft von Rio de Janeiro: 2012
- Campeonato Brasileiro de Futebol: 2012